# 충북에너지고등학교
충북에너지고등학교(忠北에너지高等學校)는 대한민국 충청북도 청주시 상당구 미원면 내산리에 있는 공립 고등학교이다.

## 학교 연혁
- 1974년 3월 5일 : 미원고등학교 개교(12학급)
- 1991년 3월 1일 : 미원공업고등학교로 교명 변경
- 2008년 10월 31일 : 새암관(다목적 교실) 완공
- 2010년 12월 23일 : 인조잔디 운동장 개장식
- 2012년 3월 14일 : 6차 마이스터고 지정
- 2013년 3월 1일 : 충북에너지고등학교(이차전지과, 태양전지과)로 교명변경
- 2013년 6월 13일 : 기숙사 준공(3층)
- 2014년 11월 19일 : 기숙사 증축(4층)
- 2015년 12월 31일 : 급식소 신축 및 후관동 리모델링
- 2021년 9월 1일 : 제18대 정문재 교장 부임
- 2024년 1월 8일 : 제48회 졸업식(총 졸업생 8,614명)
- 2024년 3월 5일 : 신입생 입학식(이차전지과, 태양전지과 4학급 64명)

## 설치 학과
- 태양전지과
- 이차전지과

## 참고 자료
- 충북에너지고등학교 - 한국교육학술정보원 학교알리미